# Alfred d'Aubignosc
Pour les articles homonymes, voir Aubignosc (homonymie).
 (mars 2013).
Alfred-Frédéric Brun d'Aubignosc, né le 15 novembre 1804 à Paris (6e), mort le 8 décembre 1858 à Paris (10e), est un officier français, fils d'un des créateurs des unités de zouaves en Algérie.

## Biographie
Admis à l'école militaire de Saint-Cyr, il fait partie de la cinquième promotion (1822-1824). 
Il participe à l'expédition en Algérie comme lieutenant du 17e régiment de chasseurs à cheval.
Par la suite, après avoir été officier d'ordonnance du Roi à partir de 1841, Alfred d'Aubignosc atteint le grade de lieutenant-colonel, au 25e régiment d'infanterie de ligne. 

## Famille
Fils de Louis-Philibert Brun d'Aubignosc et de Marie-Antoinette Joséphine Victoire de Latour d'Auvergne de Varan, Alfred Brun d'Aubignosc se marie le 9 août 1830 avec Léonie Emma Gaspard Michel, avec qui il a eu trois enfants :
- Blanche Stéphanie Brun d'Aubignosc, mariée le 10 novembre 1859 avec Émile Aristide Gaspard Michel
- Louis Frédéric Brun d'Aubignosc (1840-1891)
- Emile Maurice Brun d'Aubignosc, marié le 21 avril 1873 avec Marie-Camille Charlotte de Sain-de-Bois-le-Comte (1852-1940)

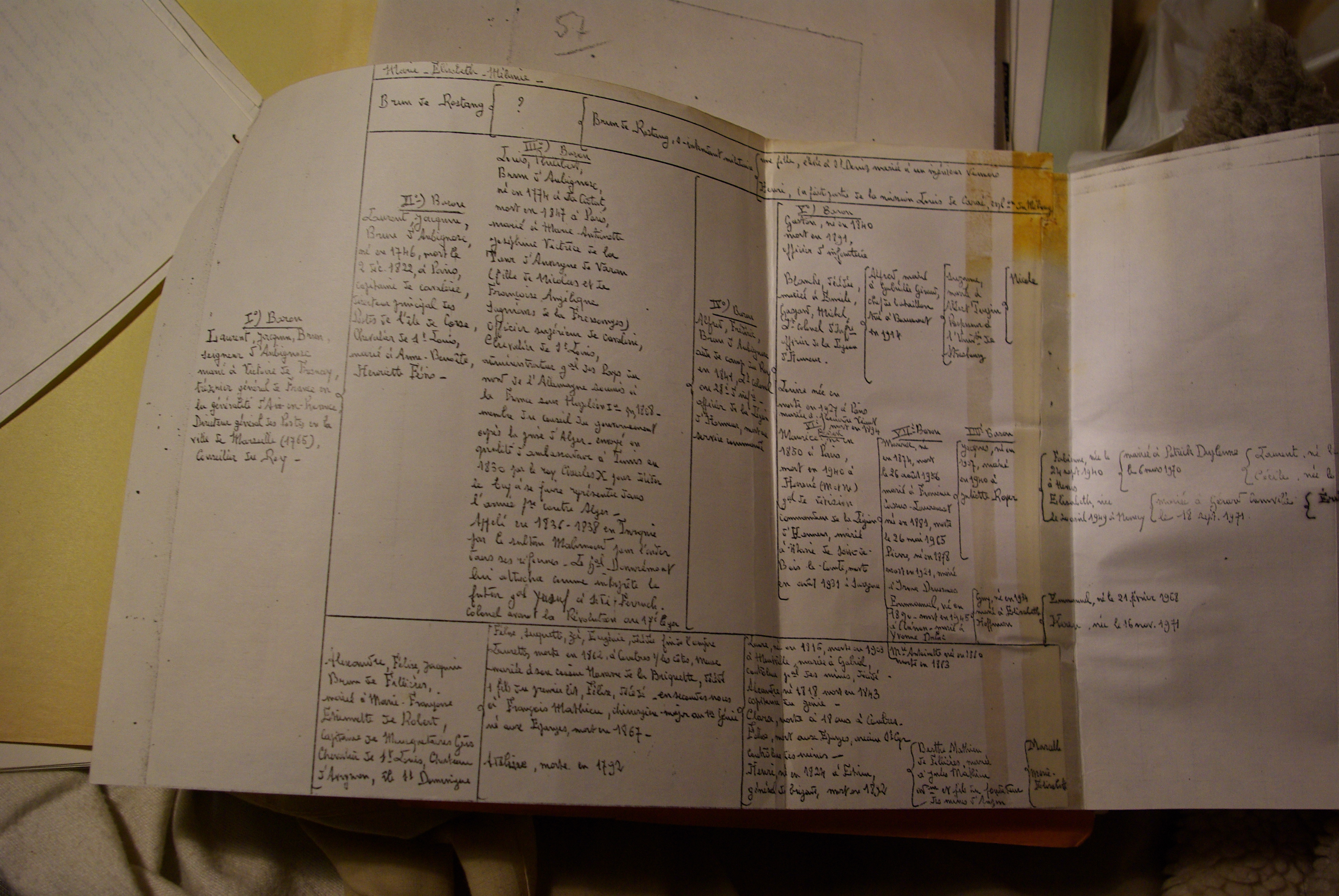
Généalogie de la Famille Brun d'Aubignosc

## Distinctions
- 9 mars 1854 - Officier de l'ordre impérial de la Légion d'honneur[2].
- 28 avril 1842 - Chevalier de l'ordre royal de la Légion d'honneur.